# Girolamo Frachetta
Girolamo Frachetta, citato alle volte anche come Girolamo Fracchetta (Rovigo, 1558 – Napoli, 30 dicembre 1619), è stato un politico, letterato e pubblicista italiano.

## Biografia e opere
Colto umanista, fu discepolo di Antonio Riccoboni e di Francesco Piccolomini. Oltre a varie opere letterarie (tra le quali una notevole parafrasi del De rerum natura di Lucrezio), Frachetta è autore di alcune opere politiche, concepite e scritte secondo gli schemi cari ai teorici della Ragion di Stato dell'età della Controriforma: Il Prencipe (Venezia 1597 e successive edizioni); L'idea del libro de' governi di stato e di guerra (Venezia 1592); Della Ragione di stato (Urbino 1623). Nelle opere di Frachetta la scienza politica viene diluita in precettistica, in "consigli" pratici e minuti di prudenza politica rivolti ai capi di governo. Frachetta si interessa anche a problemi economici e finanziari, suggerendo alcuni criteri di prassi finanziaria e mettendo in spiccato rilievo gli effetti di nuovi tributi nell'ordine sociale e nella quiete del paese. Il ruolo di scrittori come Frachetta fu essenziale per concepire una definizione conservatrice dalla Ragion di Stato incentrata sulla prudenza e guidata dai principi etici e dal sommo bene. A parte la sua importante produzione politica, vanno menzionate alcune opere letterarie: Dialogo del furore poetico (Padova, 1581); La Spositione sopra la canzone di Guido Cavalcanti: Donna mi prega (Venezia, 1585); Breve spositione di tutta l'opera di Lucretio (Venezia, 1589).